# تبادلات إعلانية

التبادلات الإعلانية (بالإنجليزية: advertising exchanges) هي من أساليب الدعاية والإعلان على شبكة الإنترنت، ويعتبر هذا السوق من أنواع التبادل التجاري بين الشركات أعمال لأعمال في التجارة الإلكترونية. كما يمكن تعريفها بأنها سوق مفتوح يمتاز بالشفافية يجمع المشترين والبائعين لعروض الإعلانات على شبكة الإنترنت. أيضاً التبادلات الإعلانية هي تكنولوجيا لبيع وشراء ظهور الإعلانات على شبكة الإنترنت، وتمثل حقل إلى ما بعد الشبكات الإعلانية كما عرفه مكتب الإعلان التفاعلي IAB.
كما يقصد بالتبادلات الإعلانية بالتحديد هم من يعملون كوسطاء بين المعلنين والناشرين (أصحاب مواقع الويب)، وذلك بوضع الإعلانات وتتبع جميع الأنشطة المتصلة الإعلانية، فهؤلاء الوسطاء يتكفلون بعمليات تبادلات اللافتات الإعلانية بين الشركات، وغالباً ما تكون تلك الشركات صغيرة، ولا تسطيع تحمل تكلفة الشبكات الإعلانية الباهضة الثمن لذلك تلجأ للوسطاء. فمن خلال عرض اللافتات الإعلانية للشركات الأخرى يمكن للشركة(الوسيطة) أن تكتسب مقابل مادي (نقود) مقابل عرض اللافتات الإعلانية على المواقع الأخرى. (1)
بالتالي أصبح للشركات الصغيرة فرصاً أكثر من السابق لعرض إعلاناتها على الإنترنت بتكلفة منخفضة باستخدام الوسطاء،
أيضاً التبادلات الاعلانية يمكن أن تكون مفيدة للمشترين (معلنين ووكالات) والبائعين (الناشرين على الإنترنت) بسبب الفعالية التي توفرها فهو يوفر الضوابط والأدوات التي يحتاج إليها كل من البائع والمشتري لتقليل المخاطر وزيادة العائد الربحي.

## سوق التبادلات الإعلانية
هناك حاجة ماسة لمثل هذا السوق كما يتضح ذلك في دراسة استطلاعية قامت بها مؤسسة فوريستر ريسيرتش، حيث وجدت أن 72٪ من الخبراء في مجال الإعلانات على شبكة الإنترنت لم يستخدموا بالفعل التبادل الإعلاني على أرض الواقع.
كما أن النصف تقريباً ممن شملهم الاستطلاع يتوقعون المشاركة في التبادلات الإعلانية على الإنترنت هذا العام. (2)

## التحديات التي تواجه التبادلات الإعلانية
مع النمو الهائل في الإعلانات عبر الإنترنت أصبح المشترين والبائعين يبحثون عن سبل جديدة لإيجاد إيرادات إضافية تكمل الأساليب الموجودة، من بين تلك الطرق برزت طريقة تبادل الإعلانات على الإنترنت، فسوق التبادلات الإعلانية يمكن أن يساعد البائعين على الحصول على إيرادات إضافية من خلال زيادة العائد الكلي وخفض المخزون غير المباع، بينما يساعد المشترين على زيادة العائد على الاستثمار وتعزيز الفعالية والتواصل مع حملاتهم الإعلانية.
وتبين أبحاث فوريستر أن 25% من مخزون الإعلانات عبر الإنترنت لايباع بينما من جهة أخرى يناضل المشترون للعثور على الطريقة الأكثر فعالية للوصول إلى واستهداف مخزون الإعلانات على الإنترنت الذين يريدونها وبالسعر المناسب لهم. (2)

## ما هي الفوائد التي تعود على البائعين ؟
بعض الناشرين (أصحاب مواقع الويب) قد يترك ما يصل إلى 80% من المخزون غير مباع مثل شركة طيران تحلق طائراتها بأربعة من كل خمسة مقاعد فارغة، فالتبادلات الإعلانية تساعد الناشرين على زيادة العائد على المخزون من خلال تمكينها من بيع المزيد منه وبسعر أعلى، وحتى نواصل التشبيه بشركات الطيران، فالأسواق يمكن أن تساعد البائعين على (اشغال المزيد من المقاعد) على كل رحلة.

## ما هي الفوائد التي تعود على المشترين ؟
المشترين من الإعلانات على شبكة الإنترنت يكافحون من أجل العثور على ما يكفيهم من المخزون الأفضل، ومع التبادلات الإعلانية يمكنهم الوصول إلى واستهداف المخازن التي تلبي احتياجاتهم، كما أنهم قادرين على زيادة العائد على الاستثمار من خلال عمليات التسعير الدينامكية والمزايدات الذكية، على سبيل المثال عن طريق استخدام قواعد مزايدات دينامكية تستطيع تعيين الحد الأقصى لعروض التسعير تلقائياً بالاعتماد على أداءها الماضي، كما أنها قادرة على تحديد الميزانيات والأطر الزمنية، وتحديد الحد الأقصى لعروض التسعير وأهداف التوصيل، واختيار طريقة تسعير الإعلانات على شبكة الإنترنت التي يطلق عليها مسمى (التكلفة لكل فعل) CPA [الإنجليزية].

## أشهر الشركات التي تقدم التبادلات الإعلانية
1. شركة ياهو التي تملك موقع Right Media [الإنجليزية]
2. شركة قوقل التي تملك موقع دبل كلك
3. شركة مايكروسوفت التي تملك موقع AdECN

وكل من الشركات السابقة تقدم إعلانات موجهة ومخصصة لفئة محددة تهمها تلك الإعلانات.